# Biel (Zaragoza)
Biel es un municipio y localidad española de la provincia de Zaragoza, en la comunidad autónoma de Aragón. El término municipal, ubicado en la comarca de las Cinco Villas, tiene una población de 170 habitantes (INE 2024) e incluye la entidad local menor de Fuencalderas. Biel está situada a orillas del río Arba de Biel y tiene la categoría histórica de villa. 

## Geografía
El municipio pertenece a la comarca de las Cinco Villas y al partido judicial de Ejea de los Caballeros. Está ubicado a unos 96 km de Zaragoza y ocupa un área de 130,7 km². Durante unos años se denominó Biel-Fuencalderas. Su código postal es 50619.
Su término municipal actual, que incluye al noreste del término a la localidad y ahora entidad local menor de Fuencalderas, linda por el norte con Luesia, en un corto trecho con Longás, y también con Peñas de Riglos, perteneciente a la provincia de Huesca, en el antiguo término de Salinas de Jaca. Por el este linda con Agüero, también en la provincia de Huesca; por el sur con El Frago, y por el oeste con Orés (un corto tramo) y nuevamente con Luesia.
El término de Biel está cruzado de norte a sur por el río Arba de Biel, uno de los dos brazos del río Arba junto con el Arba de Luesia, además de diversos barrancos.
En el Arba de Biel y en otros barrancos, como el barranco Cervera, existen muchos afloramientos de minerales de cobre diseminados en areniscas, que parecen ser ricos, por la presencia de abundantes manchas de malaquita, pero en realidad son demasiado pobres para que sean rentables. Entre 1846 y 1959 se llevaron a cabo distintos intentos de explotación, siempre con malos resultados.
El norte y el este del municipio son especialmente agrestes, como corresponde a las alturas de la sierra de Santo Domingo, cuyas alturas forman el límite norte del municipio. Aunque el pico culminante de la sierra, las Peñas de Santo Domingo (1524 m de altitud), no forman parte de su término, sí que lo forman Fayar (1384 m), el conocido como A Ralla d'as Pauletas, con 1329 m, y Tres Obispos, con 1224 m de altura. Por su parte oeste, se encuentra cercano el Puy Moné, en término de Luesia, a 1303 m de altura.

## Historia
En 1998 se tuvo conocimiento del abrigo o cueva de Peña 14, situado a un kilómetro de la localidad de Biel, junto a la carretera. La excavación de Peña 14 se realizó en los veranos de 1999 y 2000 y en ella aparecieron restos que permitieron datar la presencia humana desde hace 10 600 años hasta el 5000 a. C. Lo que se conserva de la cueva ocupada es el fondo ya que el resto se destruyó al hacer la carretera en torno a 1920. Estos primitivos habitantes de Biel eran depredadores y vivían de lo que la naturaleza les proporcionaba. La situación geográfica de la cueva, orientada al este y junto al río Arba, era la ideal, en una zona de media montaña rica en vegetación y en fauna para su subsistencia.
Las primeras noticias del castillo de Biel son de la época de Sancho III el Mayor de Navarra, aunque su primer tenente conocido fue Blasco Orioli, entre 1042 y 1051. Ya en el trono, Sancho Ramírez, rey de aragoneses y pamploneses, lo entregó en dote a su esposa Felicia de Roucy, con la que casó en 1071. A partir de esa fecha, el castillo aparece citado como Palacio del Rey, del que serán tenentes sucesivamente sus hijos Fernando y Alfonso. El segundo ascendió al trono en 1104, tras lo que nombró tenente a su fiel comandante Castán de Biel, que iniciaría el linaje de tenentes y señores de Biel.
La judería de Biel, en las altas Cinco Villas es la segunda en importancia, después de la de Ejea. Ambas están entre las ocho más importantes de Aragón. Más de la mitad de la población de Biel era judía a principios del siglo XV mientras que en el resto de Aragón o de España cinco de cada cien habitantes eran judíos. Los judíos, además de dedicarse a la agricultura, eran fundamentalmente artesanos, sobre todo de la piel (pelliceros, zapateros) y del tejido (tejedores, sastres).
De Biel era originaria la familia del pianista Eduardo del Pueyo (1905-1986), de casa Pueyo, y la villa le dedicó una de sus calles.
En 1975, el entonces municipio de Biel se fusionó con el limítrofe de Fuencalderas para dar lugar al municipio de Biel-Fuencalderas, que en 1998 cambió su nombre por el de Biel.

## Demografía
| Gráfica de evolución demográfica de Biel entre 1842 y 1970 |
| |
| Población de derecho según los censos de población del INE Población de hecho según los censos de población del INEEntre el censo de 1981 y el anterior, este municipio desaparece porque se agrupa en el municipio 50901 (Biel Fuencalderas) |

Biel cuenta con una población de 170 habitantes (INE 2024).
| Gráfica de evolución demográfica de Biel entre 1981 y 2021 |
| |
| Población de derecho según los censos de población del INE Población de hecho según los censos de población del INEEn estos censos se denominaba Biel-Fuencalderas: 1981 y 1991 Entre el censo de 1981 y el anterior, aparece este municipio porque se fusionan los municipios 50049 (Biel) y 50112 (Fuencalderas) |

## Administración y política
| Período             | Alcalde                                                 | Partido       |  |
| ------------------- | ------------------------------------------------------- | ------------- |  |
| 1979-1981 1981-1983 | María Rosa Lanzarote Ardevinés Antonio Berduque Navarro | Ind.          |  |
| 1979-1981 1981-1983 | María Rosa Lanzarote Ardevinés Antonio Berduque Navarro | Ind.          |  |
| 1983-1987           | Antonio Berduque Navarro                                | AP            |  |
| 1987-1991           | José Luis Lasheras Marco                                | PSOE          |  |
| 1991-1995           | José Luis Lasheras Marco                                | PSOE          |  |
| 1995-1999           | José Luis Lasheras Marco                                | PSOE          |  |
| 1999-2003           | José Luis Lasheras Marco                                | PSOE          |  |
| 2003-2007           | José Luis Lasheras Marco                                | PSOE          |  |
| 2007-2011           | José Luis Lasheras Marco                                | PSOE          |  |
| 2011-2015           | José Luis Lasheras Marco                                | PSOE          |  |
| 2015-2019           | Antonio Dieste Algárate                                 | IU            |  |
| 2019- 2023          | Camilo Pablo Deza Rubio                                 | Independiente |  |

| Partido político    | Partido político                                   | 2003   | 2007   | 2011   | 2015   | 2019   |
| Partido político    | Partido político                                   | Ediles | Ediles | Ediles | Ediles | Ediles |
|                     | Izquierda Unida (IU)                               | —      | —      | 2      | 3      | 1      |
|                     | Partido de los Socialistas de Aragón (PSOE-Aragón) | 4      | 4      | 3      | 2      | 4      |
|                     | Partido Popular de Aragón (PP)                     | —      | —      | —      | —      | —      |
|                     | Partido Aragonés (PAR)                             | 1      | 1      | —      | —      | —      |
|                     | Chunta Aragonesista (CHA)                          | —      | 0      | —      | —      | —      |
|                     | Ciudadanos (CS)                                    | —      | —      | —      | —      | 0      |
| Total de concejales | Total de concejales                                | 5      | 5      | 5      | 5      | 5      |

## Patrimonio

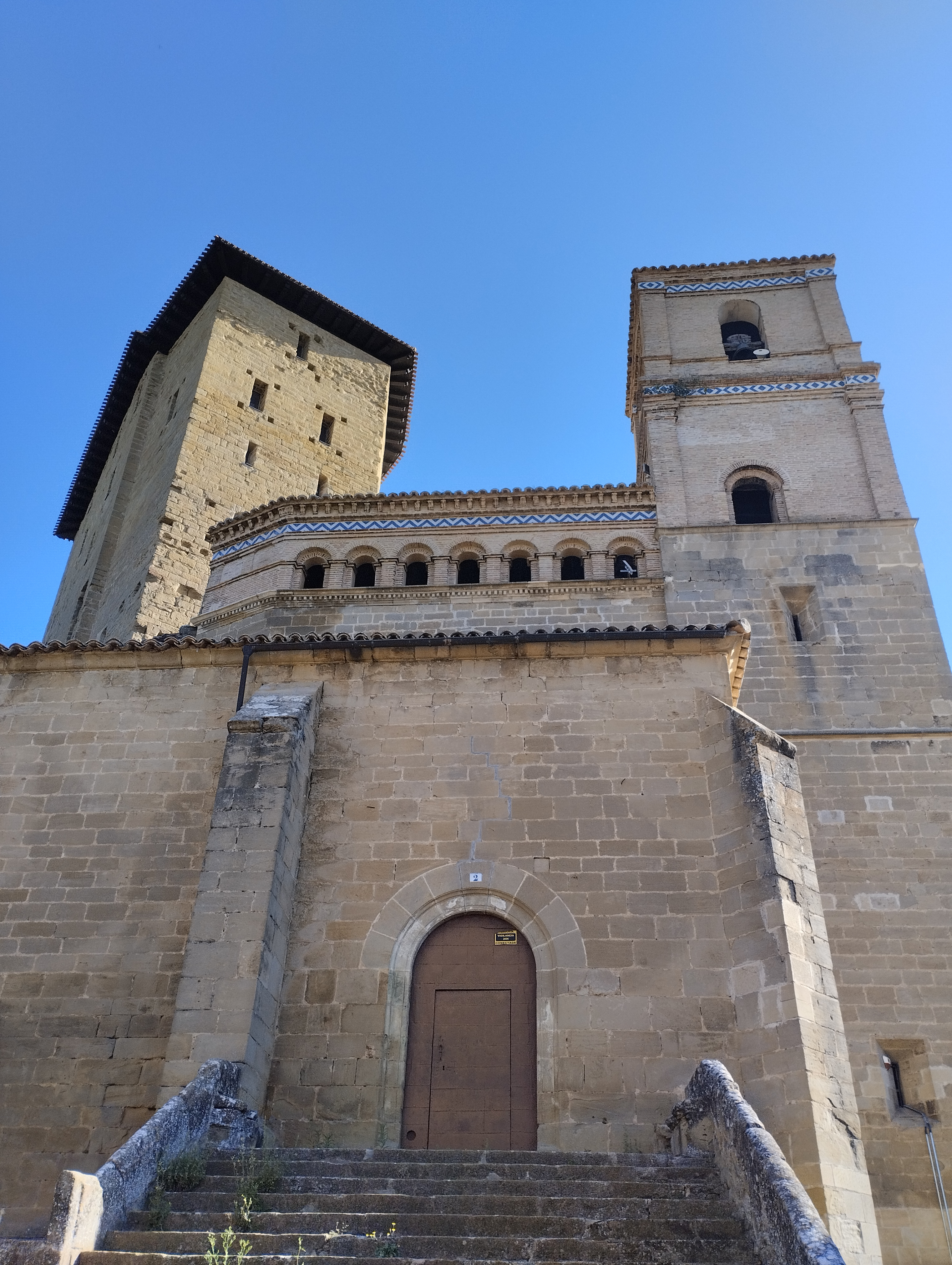
Iglesia parroquial de San Martín y torre medieval

- Torre de Biel, románico. El rey Sancho Ramírez lo entregó en dote a su esposa Felicia de Roucy el año 1071.
- Iglesia de San Martín de Biel, de planta románica aunque reformada el siglo XVI, siendo de estilo gótico-renacentista.
- Judería de Biel.
- Ermita de San Miguel de Liso, en término de Fuencalderas, correspondiente al antiguo despoblado de Liso.
- Ermita de la Virgen de la Sierra, también en el antiguo término de Fuencalderas.

## Fiestas
- 26 de julio, en honor de Santiago Apóstol y Santa Ana.
- Vía Crucis, la tarde del Domingo de Ramos.
- La Virgen de la Sierra, el segundo domingo de mayo.